# 闽浙赣游击纵队
闽浙赣游击纵队，又称中共福建省委直属纵队，是中国抗日战争时期中国共产党领导的一支游击队，主要活动于闽北、闽东。
1941年10月，中共福建省委在建阳牛栏前召开干部会议，决定将闽北、建松政、闽东三支游击队合并，成立中共福建省委直属纵队，即闽浙赣游击纵队，叶良运任纵队长。辖3个支队，总计约170人。第一支队的基础是闽北游击队（省委机关特务队），第二支队的基础是建松政地区的游击队（建松政特委机关特务队），第三支队的基础是闽东游击队（由宁德游击队等组成的中共闽东特委机关教导队）。在国民革命军的多次“清剿”行动中，闽浙赣游击纵队损失惨重；抗日战争结束时，纵队仅剩下100余人。